# 関野栄一
関野 栄一（せきの えいいち、1923年 - 1999年4月13日）は、日本の実業家、馬主。
鉄骨工事や鉄道模型の製造・輸出などを手掛けた株式会社あかね製作所の代表取締役を務めていた。東京都八王子市出身。

## 経歴
1923年、東京都出身。経営者としては先述の事業のほか、としまえん（東京都練馬区）の「アフリカ館」内の施設「ミステリーゾーン」の建設にも携わった。関野自身がアフリカへ赴き、研究を重ねて完成させたという。
1999年4月13日午後5時7分、心筋梗塞のため死去。76歳没。

## 馬主活動

関野の勝負服

日本中央競馬会（JRA）および地方競馬全国協会（NAR）に登録していた馬主としても知られた。勝負服の柄は紫、赤袖、黄鋸歯形。冠名には経営していた会社名より「アカネ」を用いた。
藤沢市で地主となっている親戚が草競馬用の競走馬を所有していたことや、叔父が中央競馬の馬主であったことから、自身も馬主になったのは「その血筋からかも」と語っている。また自身の馬の好みとして「黒鹿毛の470キロくらいの馬」を挙げており、代表所有馬であるアカネテンリュウは関野にとって理想的な馬であったという。

## 主な所有馬
- アカネテンリュウ（1969年セントライト記念、菊花賞、1970年日本経済賞、1971年アメリカジョッキークラブカップ、目黒記念・秋、1972年東京新聞杯）
- アカネダイモン（1985年エイプリルステークス、クリスマスステークス）
- アカネライコウ（1989年福島民友カップ）